# Conanby
Conanby – wieś w Anglii, w hrabstwie ceremonialnym South Yorkshire, w dystrykcie metropolitalnym Doncaster. Leży 17 km na północny wschód od miasta Sheffield i 231 km na północ od Londynu.